# Kaabu

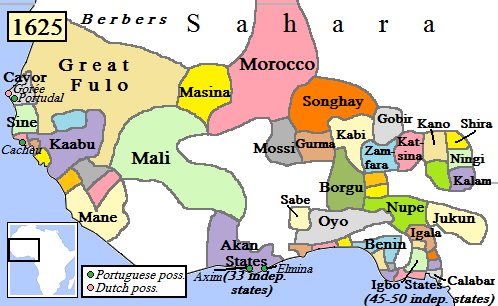
Le Kaabu en 1625 (en violet).

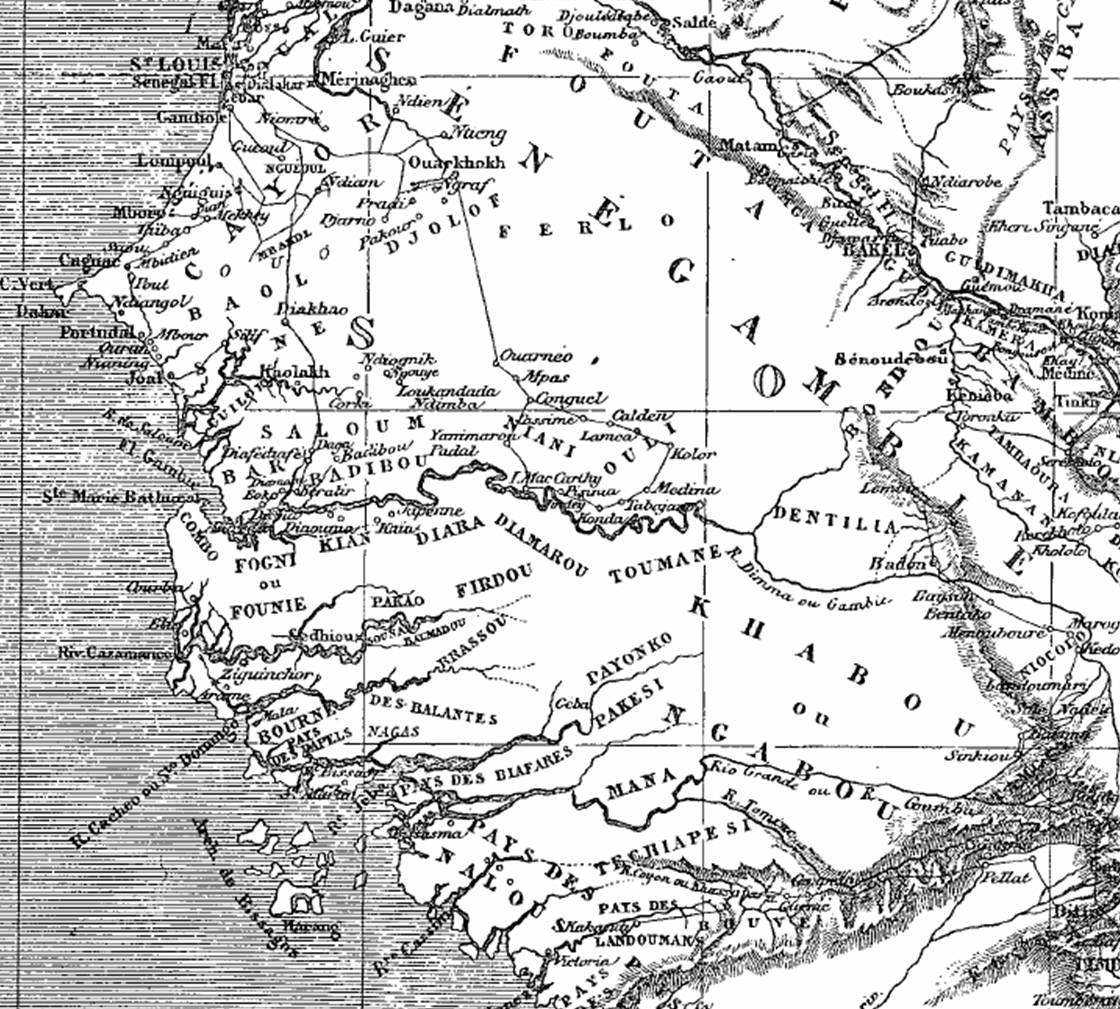
Localisation du Kaabu sur une carte de 1860.

Le Kaabunké (Ngaabu ou Kabou ou Gabou par les Sérères, Ngabou par les Peuls, Gabou pour les Français) est un ancien royaume  mandingue (1537c-1867c) qui couvre une partie du  Sénégal, de la Gambie et de la Guinée-Bissau actuels. C'est un royaume théocratique non musulman, ce qui sera une des causes des guerres qui accéléreront sa chute au XIXe siècle.

## Histoire du Gabou/ Kaabunké

### Avant le Kaabunké
Avant l'arrivée des conquérants Malinkés, la région était déjà habitée par des nations diverses :  le royaume Baïnouk qui sera en grande partie colonisé; quelques pasteurs nomades Peuls ; quelques groupes de commerçants Malinke et Soninkés. Ce territoire est bordé à l'ouest par les royaumes Felupe/Diola, manjak, Brâmes/Pepels et confédération Balante dans les mangroves, au sud par le royaume Beafada de Kinara, dont l'aristocratie est d'origine mandingue et le peuple d'origine Landuma. Le Royaume Bainouk était le plus important et probablement le plus ancien. Il était constitué de puissantes seigneuries, regroupées en un  royaume, dont la capitale était Mampating.  
En 1250, une partie du royaume Bainouk, après la défaite de son roi Kikikor, est colonisée par l'empire du Mali, d'autres parties (les plus occidentales) en deviendront vassales.  
Au XVIIe siècle, le territoire colonisé prend son indépendance par rapport au Mali et devient le Kaabunké. Ce royaume s'est étendu sur des régions riveraines du fleuve Gambie – aujourd'hui une partie de la Casamance, le nord de l'actuelle Guinée-Bissau (sauf la côte) et a empiété sur l'ouest de l'actuelle Guinée-Conakry.

### Conquête, colonisation et création du royaume.
Le royaume du Gabou, d'après la tradition orale, a été fondé par le général Malinké Thiramaghan Traoré, l'un des généraux de l'armée de Soundiata Keita. En 1235, ce dernier, guerrier Manding,  conquiert le  royaume du Sosso dont le Manding était vassal, renverse les nobles formés par les ligues d'artisans dirigées par celle des forgerons et fonde l'empire du Mali dont il devient le Mansa Manding (empereur) ; il crée une nouvelle noblesse, formée de guerriers cavaliers.  Le général Thiramaghan Traoré est un cousin, mais aussi un rival de Soundiata Keita qu'il a très fortement aidé dans son putsch. Il se voit confier des représailles militaires contre un roi sérère (Djolofin-Mansa), sous prétexte d'un différend avec des commerçants envoyés par le Mansa Manding acheter des chevaux.  
Ayant vaincu brillamment ce roi qu'il fait exécuter, le général Thiramaghan Traoré annexe son territoire, rapporte esclaves, chevaux et cadeaux à Soudiata Keita. En récompense, celui-ci lui donne (récompense / exil)  les terres qu'il pourra conquérir à l'ouest et  qui permettront une plus grande ouverture de l'Empire vers la mer et le précieux sel. 
En fait, de 1235 à 1265, le général Thiramaghan Traoré, à la tête d'une armée de cavaliers, suivie par une colonne de plusieurs dizaines de milliers de migrants paysans et artisans (entourée de deux corps d'armée pour la protéger) en constante augmentation, arrive de l'Est, traverse plusieurs fois le fleuve Gambie  pour installer des colonies sur un territoire au sud des royaumes wolofs. Il divise ce territoire en 6 Mansayas, (provinces de l'empire du Mali dirigées selon l'ordre hiérarchique par des Farims/Farangs et Mansas) : 3 "majeures" (confiée à des guerriers valeureux : Sâma, Patiana, Djimméra) et trois "mineures" (confiées à l'ancienne noblesse vaincue : Manna, Toumanna, Kantora) qui s'étendront et se modifieront par conquêtes et rivalités pendant 5 siècles (il y eut jusqu'à une vingtaine de mansayas à certaines époques).  
Depuis environ deux siècles, une  sécheresse sévit en Afrique de l'Ouest. Elle durera jusqu'au XVIe siècle. Les paysans Mandingues qui suivent Thiramaghan Traoré, et ceux qui les rejoindront par la suite, trouvent sur ce territoire des conditions de faune et de flore qui leur rappellent leur Manding natal. Ce qui explique probablement pourquoi le général T.Traoré ne s'est guère intéressé à la conquête des royaumes Wolofs, plus au Nord. 
Ce territoire devient au XVIIe siècle un royaume indépendant, sous le nom de Kaabunké (royaume du Gabou), profitant du déclin de cet empire et de la perte de territoires qui permettait la jonction entre Mandingues continentaux et le Kaabu.

### La vie au Kaabu
Le Kaabunké est très hiérarchisé. On y trouve, comme habituellement,  les foros(hommes libres), les castés (ligues d'artisans) et les captifs. Mais l’originalité du Kaabunké est l’existence d’une puissante noblesse guerrière liée à la religion dans la catégorie des hommes libres.  

#### Le pouvoir politique et militaire.
Le Kaabunké est divisé en plusieurs Mansayas, chacune dirigée par un Mansa. Avant l'indépendance, les Farims étaient des gouverneurs ayant un pouvoir sur plusieurs mansas. Lorsque le mansa du Proponanké (parfois appelé  Kaabunké), décrète l'ensemble du territoire indépendant, il  se déclare aussi Mansa-Ba du Kaabunké. Les autres mansas lui doivent obédience. Cependant, c'est le Mansa du Sankolé (Sankolanké), ancien Farim, qui est chargé de la collecte des impôts pour l'ensemble du royaume. 
Chaque Mansaya dispose d'au moins une place-forte (Tata) et d'une armée. Le Mansa-Ba peut mobiliser les armées des différents Mansayas. 
Trois dynasties, régneront sur le Kaabunké, les Sané et les Mané, aux origines à la fois Malinké, Bainouk et Felupes/Diola.
Le Kaabu, est divisé en plusieurs Mansayas, toutes dirigées par des Mansas. Avant l'indépendance, les Farims sont des gouverneurs qui ont un pouvoir sur plusieurs mansas. Une fois l'indépendance du Kaabu, les mansayas dépendent du mansa-ba du Kaabu, qui habite à Kansala. 
Le Mansa-Ba du Kaabunké est un nantio choisi, de manière tournante entre les 3 mansayas. 
La noblesse : Nantio, Koring et Mansaring 
Le  nantioya se définit par « le ventre ». Seul est nantio le fils d’une femme nantio. Ce sont des guerriers à cheval, sur des chevaux blancs. Ils ont des pouvoirs surnaturels et un code d'honneur qu'ils ont respecté jusqu'à la fin du XVIIIe siècle. S'il est appelé être mansa de Sâma, Patiana, Djimméra (ou d'autres provinces majeurs créées par la suite), un nantio prendra le konson (nom) Sané ou parfois Mané.  
Le fils d'un prince nantio n'est pas nantio, mais mansaring. Il ne pourra prétendre au pouvoir d'une manasaya nantio.  Il pourra cependant devenir Kanta-Mansa  : commandant d'une tata.  
Les korings, descendants  de l'ancienne noblesse Bainouk leur doivent obédience. La descendance est patrilinéaire. Ils  sont des guerriers montant des chevaux noirs.  
Les mansas de Manna, Toumanna, Kantora -et des autres mansayas du même type créées postérieurement- sont choisis parmi les familles koring, mais aussi parmi les mansarings. Ils prennent alors le nom de Mané. 
Les femmes nancio jouissent d'une grande liberté et choisissent leur mari dans n'importe quelle catégorie sociale. Or la succession des mansas et du Mansa-ba est confiée par matrilinéage au fils d'une sœur d'un membre d'une des familles régnantes (pouvoir tournant entre ces familles). Ceci explique que, très rapidement après le début de la colonisation mandingue, des fils d'anciens nobles Bainouks, puis Felupes ont eu accès au pouvoir trônant entre les familles, car nés nancios par leur mère,. 
Deux sociétés secrètes veillent à la régularité des règles régissant le royaume, notamment sur la religion, la transmission du pouvoir, du respect des règles d'honneur des nancio.  
La religion
Le Kaabunké est un État religieux Cette religion,  dialan a été codifiée pour cette région par Tiramaghan Traoré en personne.  C'est un dialan d'anciens qui désigne le nouveau Mansa-Ba. 
Soundiata Keita, pour des raisons politico-économiques, s'est converti à l'Islam et une partie des habitants de l'Empire ont fait de même. Tiramaghan Traoré a au contraire apporté avec son armée la religion alors en vigueur au Manding. 
De cette sorte, les dirigeants ne peuvent qu'être des croyants Dialan. C'est d'aiilleurs un dialan d'anciens qui désigne le nouveau Mansa-Ba. 
Quelques marabouts musulmans ont pu être plus ou moins attachés à la cour, mais essentiellement pour leur pouvoir magique, en tant que devins. Les commerçants mandingues, appelés Dioulas, sont devenus musulmans et ont été d'importants facteurs de propagation de cette religion. Les musulmans vivaient le plus souvent dans des villages à part . Ils ne pouvaient accéder au pouvoir politique et administratif, qui était l'apanage d'une noblesse elle même fortement liée à la religion officielle.
Le nantioya est né plus tard, à partir des 3 épouses d
Le Kaabu vit
- d'une agriculture florissante, sur un territoire très boisé avec de vastes forêts, savanes et terres fertiles. les villages
- de l'élevage  : des pasteurs, nomades fulbés s'installent auprès des villages d'agriculteurs. Ces derniers, lorsqu'ils sont propriétaires de bétail, leur confie[3]. Ils achètent le lait et revendent des céréales (riz ou mil) aux pasteurs.  Ils habitent des moracoundas ; avec l'accroissement démographique, des territories fulbés vont se former au sein des mansayas : les foulacounda. Au fil des siècles, cette coexistence pacifique va se détériorer et amènera la révolte des pasteurs peuls.
- de la guerre (la noblesse est guerrière)
- du commerce par l'intermédiaire des  Dioulas (nom des commerçants mandingues)et avec des commerçants Européens qui établirent plusieurs comptoirs commerciaux, contrôlés par soit par les Mansas, soit par les rois Felupes, Brâmes, ou Beafadas et notamment de la traite d'esclaves transatlantique.

Le royaume étant dirigé par des guerriers, ils protègent les agriculteurs,  les commerçants et, au cours des premiers siècles, les pasteurs fulbés. En dehors des épisodes de conflits internes entre nobles pour étendre leur mansaya, le pays est sûr. Les routes commerciales sont sécurisées, ce qui permet à toute caravane commerciale et tout commerçant étranger de traverser le Kaabu sans problèmes. Les contrevenants sont très sévèrement châtiés. 
Lee commerce d'esclave  permettra, une fois les ponts commerciaux rompus avec le Mali, d'assurer la richesse de la noblesse, qui était une noblesse guerrière : la vie du Kaabu est rythmées par deux périodes annuelles : la période sèche, où l'action politique consiste pour les Nancio et Koring à mener des guerres à l'Ouest pour capturer des esclaves et les vendre, notamment par l'intérmédiaire des commerçants traditionnels Mandingues (appelés Dioulas) et la période des pluies où les paysans se consacraient à l'agriculture. 
Les mansas protégeaient les Mandingues et les royaumes côtiers voisins avec qui ils commerçaient  (Felupes Diolas, Balantes, Manjaques). par contre, ils allient chercher leurs esclaves dans les royaumes fulbés de l'est ; ordes pasteurs  fulbés habitaient sur le territoire et ont donc peu à peu déconsidérés.
Le royaume de Gabou entretenait avec les royaumes sérères du Sine-Saloum de très bonnes relations, d'ailleurs les Mansa du Gabou sont à l'origine dans le royaume du Sine et du Saloum de l'aristocratie guelwar, née de l'union entre les Sérères et les Mandingues venus du Kaabu qui partagent des origines avec les Mansa du Gabou. Le Gabou avait également de bonnes relations avec les royaumes sérère les petits États malinkés du Niani et du Wouli. C'est avec le Fouta Djallon, qui entretenait avec le Gabou de bonnes relations au départ, que le Gabou allait entrer en conflit, au milieu du XIXe siècle, notamment avec Alpha Bakary Mballo, et les almamys du Fouta-Djallon, Alpha Ibrahima et Alpha Bokar Birame.
Les Peuls du Gabou ne supportant plus le despotisme, les humiliations, l'exploitation des Mansa envers eux, firent appel à Alpha Alpha Bakary qui organisa avec l'aide du Fouta-Djallon un soulèvement contre les Mansa. D'ailleurs c'est ce soulèvement des Peuls qui fit chuter le Kaabu, après une guerre à la bataille de Kansala où il y eut de grandes pertes humaines chez les Peuls, faisant alors place aux royaumes peuls du Fouladou, avec Alpha Bakary Mballo qui devint roi du Kaabu après l'effondrement de Dianké Waly Sané. Les Peuls ont également profité des guerres entre dynasties, qui affaiblissaient le royaume par leurs révoltes. Le Gabou a toujours été de religion traditionnelle, même si l'islam est présent au Gabou depuis sa création, il y a eu de très petites communautés chrétiennes là où étaient situés des comptoirs commerciaux européens.